# Аннурка
Аннурка, італійською промовляється як «аннурка»  — стародавній сорт яблуні домашньої, батьківщиною якого є Південна Італія. Вважають, що саме про цей сорт згадував Пліній Старший у своїй праці «Природнича історія», а також у XVI столітті Жан Батіста делла Порта. Однак під такою назвою про цей сорт вперше згадує Джузеппе Антоніо Паскуале.
Нині цей сорт все ще дуже поширений у Південній Італії, особливо на кордоні між провінціями Казерта і Беневенто, в долині, яку називають «королева яблук».

## На розкопках
Аннурка є одним із символів Кампанії, ймовірно, вже впродовж 2 тисячоліть. Про це свідчать фрески на розкопках римського міста Ерколано, яке було зруйноване внаслідок виверження Везувію 79 року. Вважають, що саме це яблуко зображене на руїнах Помпеїв.

## Опис

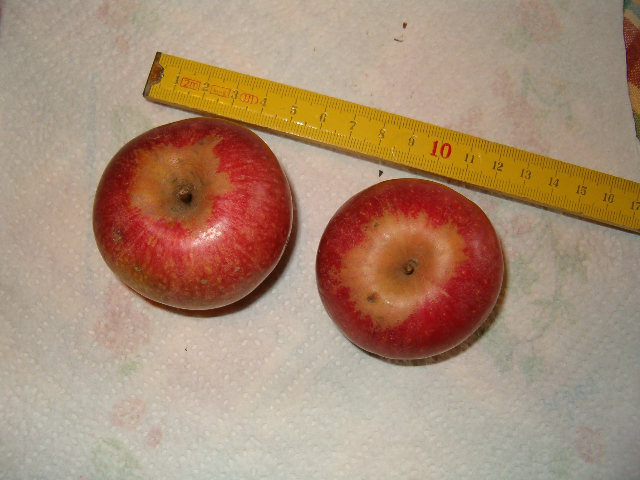

Аннурка має білий, твердий і хрусткий м'якуш, запашний аромат і приємний кислуватий смак. Яблуко не дозріває на дереві, а його спочатку зривають і поміщають під прямі сонячні промені, допоки воно не почервоніє. Твердість її м'якушу пов'язана з високим вмістом пектинів. Пектини змінюють свій склад під час почервоніння.
Існує два вибраних клони цього сорту, Standard' і Rossa del Sud.

## Використання
Цей сорт посідає досить важливе місце серед фруктів у неаполітанській кухні. В каталозі Арка смаку про нього сказано як про унікальний місцевий культурний і традиційний слоуфуд.